# Cratere Inghirami
Inghirami è un cratere lunare di 94,6 km situato nella parte sud-occidentale della faccia visibile della Luna.

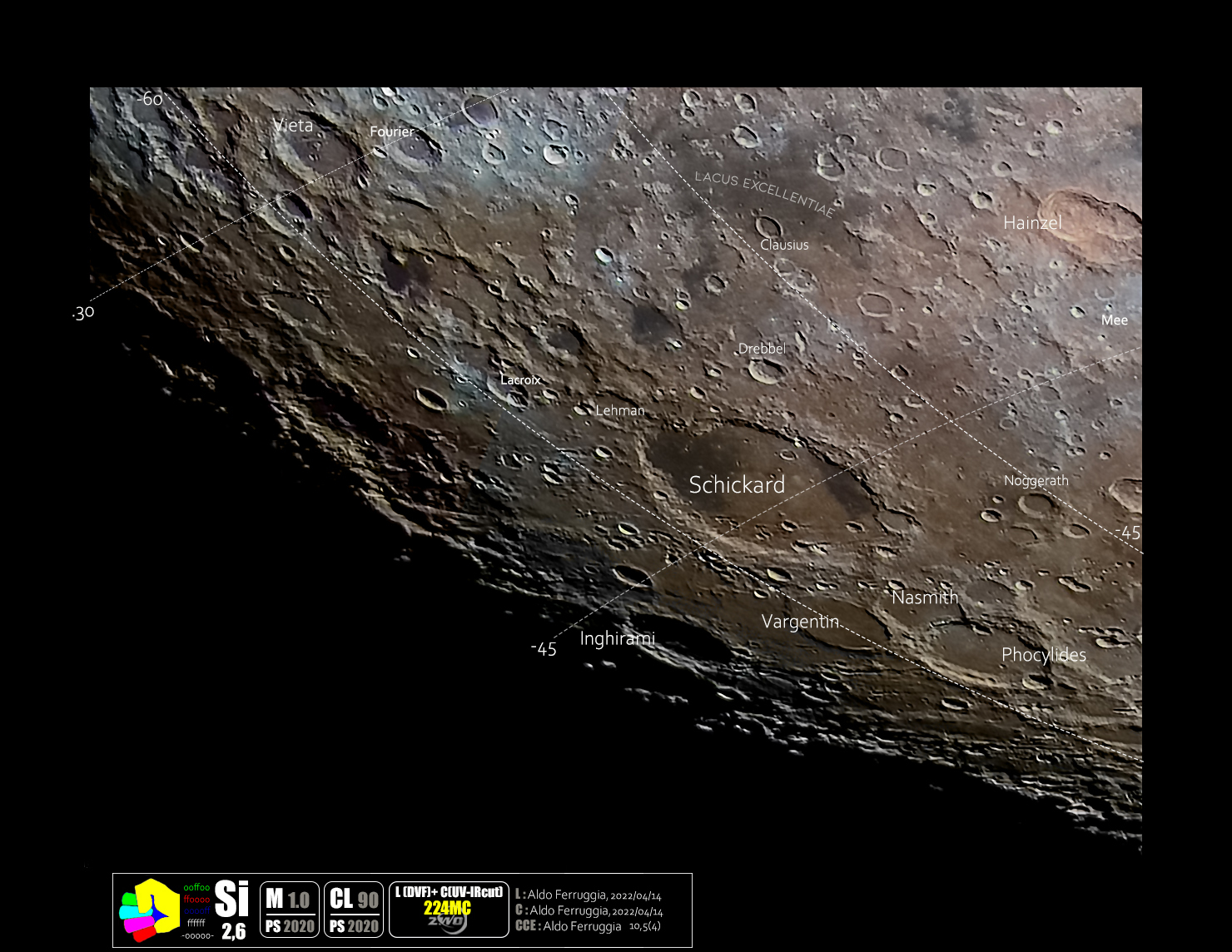
Immagine Selenocromatica(Si) del cratere(in basso)

Il cratere è dedicato all'astronomo italiano Giovanni Inghirami.

## Crateri correlati
Alcuni crateri minori situati in prossimità di Inghirami sono convenzionalmente identificati, sulle mappe lunari, attraverso una lettera associata al nome.
| Inghirami | Coordinate            | Diametro (in km) |
| --------- | --------------------- | ---------------- |
| A         | 44°55′12″S 65°27′00″W | 33,31            |
| C         | 44°04′12″S 74°35′24″W | 17,47            |
| F         | 49°50′24″S 71°35′24″W | 22,32            |
| G         | 51°01′48″S 74°17′24″W | 29,18            |
| H         | 50°10′12″S 72°53′24″W | 19,4             |
| K         | 49°32′24″S 74°03′00″W | 24,25            |
| L         | 45°57′S 61°06′W       | 14,79            |
| M         | 45°30′00″S 60°31′12″W | 14,73            |
| N         | 48°49′12″S 66°55′48″W | 14,24            |
| Q         | 47°59′24″S 73°01′12″W | 44,03            |
| S         | 49°15′36″S 68°37′48″W | 11,71            |
| T         | 49°49′48″S 67°58′12″W | 10,1             |
| W         | 44°27′S 67°30′W       | 6,99             |